# Adolf Wołosiewicz
Adolf Wołosiewicz (ur. 24 maja?/6 czerwca 1911 w Kijowie, zm. 12 lutego 1945 w Ohrdruf) – polski mechanik, wioślarz, zawodnik AZS Warszawa i reprezentant Polski.

## Życiorys
Był synem Konstantego. W 1932 roku ukończył I Gimnazjum Miejskie im. gen. Sowińskiego. W 1937 został wicemistrzem świata w konkurencji ósemka ze sternikiem. W 1939 brał udział w obronie Warszawy przed Niemcami. Latem 1944 został aresztowany razem z żoną i matką. Rodzinę wywieziono do niemieckiego obozu koncentracyjnego w Buchenwaldzie. Poniósł śmierć w podobozie tegoż w Ohrdruf.
Miał syna, Michała (ur. prawdopodobnie w 1943, zm. w 1970).